# Райніс
Райніс, справжнє ім'я — Яніс Пліекшанс (латис. Rainis, Jānis Pliekšāns; 11 вересня 1865 — 12 вересня 1929) — латиський поет і драматург. Перекладач, політик, громадський діяч, народний поет Латвійської РСР (звання надане посмертно в 1940 р.).

## Біографія
Народився в родині орендаря маєтків неподалік міста Даугавпілсі. У 1884—1888 — студент юридичного факультету Петербурзького університету. Друкувався з 1887 року. У 1891—1895 році — редактор газети «Dienas Lapa». Перші вірші опубліковані у 1895 році. У червні 1897 року був арештований, у в'язниці закінчив переклад на латиську мову «Фауста» Ґете. У грудні 1897 року Райніса заслали до Пскова, а 1899 року — у м. Слобідське Вятської губернії. Тут був створений збірник віршів насичених революційними настроями «Далекі відзвуки синім вечором» (1903).
У 1903 році Райніс повернувся із заслання та зв'язав свою діяльність із боротьбою латиської соціал-демократії. Він створив символічну драму «Вогонь і ніч» (1905) — гімн боротьбі, життю, її вічному розвиткові. У 1905 році вийшов збірник «Посів бурі». Наприкінці 1905 року нелегально емігрував до Швейцарії. Тут написані збірники віршів «Тиха книга» (1909), «Ті, які не забувають» (1911), п'єси «Золотий кінь» (опублікована в 1910), «Індуліс і Арія» (1911), «Грав я, танцював» (опублікована в 1919), «Даугава» (1916, опублікована в 1919). Коли в Латвії запанувала реакція, Райніс залишався провісником боротьби, нагадуючи, що поразка тимчасова. У поемі «Ave, sol!» (1910) Райніс співає славу сонцю як символові волі. Пролетаріату присвячений філософський збірник «Кінець і початок» (1912). Важливе місце в драматургії Латвії зайняла п'єса «Вій, вітерець!» (1913). У трагедії «Йосип і його брати» (1919) Райніс, що створив цей жанр у латиській літературі, на широкому історичному тлі вирішував проблеми любові й ненависті, прощення й помсти.
У 1920 році Райніс повернувся на батьківщину. За мотивами руських билин він створив трагедію «Ілля Муромець» (1922), опублікував книги віршів «П'ять ескізних зошитів Дагди» (1920—1925). У 1921—1925 роках — директор Національного театру. У 1926—1928 роках — міністр освіти. 28 лютого 1925 року першим із діячів культури нагороджений вищою нагородою країни — орденом Трьох Зірок I ступеня.
Твори письменника перекладено багатьма мовами світу. У місті Юрмала є дім-музей Яна Райніса. А в Ризі відкрито музей творчого подружжя Будинок Райніса та Аспазії.

## «Даугава»
У драматичній поемі «Даугава» Райніс відкрито закликав до суверенітету Латвії:
|  | Земля, земля — якої землі вимагає наша пісня? Землі, що є країною. Оригінальний текст (латис.) Zeme, zeme — kas tā zeme, Ko tā mūsu dziesma prasa? Zeme — tā ir valsts. |

Перше видання поеми у вересні 1919 року, незадовго до нападу німецько-російської армії Бермонда на Ригу, було розкуплене протягом двох тижнів, а після поразки армії Бермонда в листопаді 1919 року п'єса була виконана в Національному театрі на честь першої річниці проголошення незалежності Латвії. Після постановки «Даугави» в театрі Валмієра 1988 року режисером Валентінсом Макулевичем на музику Мартіньша Браунса, частина з неї «Saule, Pērkons, Daugava» стала одним із символів руху за відновлення незалежності та неофіційним гімном Латвії й регулярно входить до програми Фестивалю пісні та танцю.

## Твори
- Dzīve un darbi, sej. 1-11, Riga, 1925-31;
- Kopoti raksti, sej. 1-14, Riga, 1947-51;
- Далекі відгуки у синій вечір;
- Посіви бурі;
- Вогонь і ніч/

## Переклади українською мовою
Українською мовою вірші Райніса перекладали: Дмитро Павличко, Микола Бажан, Максим Рильський, Леонід Первомайський, Євген Дроб'язко, Микола Терещенко, Григорій Кочур, Дмитро Білоус та інші.
- Ян Райніс. Лірика / переклад з латиської; вступна стаття Миколи Терещенка; художник Л. Склютовський — К. : Дніпро, 1965 — 223 с. (Бібліотека "Перлини світової лірики").

## Вшанування пам'яті
У місті Київ є вулиця Яна Райніса.
У місті Чернівці вулицю Волховську перейменували на вулицю Яна Райніса.